# Roger Martin du Gard
Roger Martin du Gard (Neuilly-sur-Seine, 23 maart 1881 - Sérigny (Orne), 23 augustus 1958) was een Franse schrijver die in 1937 de Nobelprijs voor Literatuur ontving.

## Leven en werk
De personages in zijn romans zijn verweven met de politieke feiten en de geschiedenis van hun tijd, waarbij het hem meer om de inhoud dan om de vorm ging. Zijn schrijversdoel was de verbeelding tot werkelijkheid maken en de lezer tot een toeschouwer die zich laat meeslepen door die werkelijkheid. Zijn leven is doortrokken van de lijfspreuk: "Denken begint bij twijfel". Sinds hij op zijn zeventiende Oorlog en vrede ontdekte was Leo Tolstoj zijn grote voorbeeld vanwege diens inzicht in de verborgen kanten van de menselijke natuur.
Martin du Gard kwam uit een welgestelde familie, waardoor hij zich kon veroorloven zijn leven aan de literatuur te wijden. Hij volgde een opleiding tot archivaris en paleograaf aan de École des chartes in Parijs. Hieraan dankte hij zijn wetenschappelijke precisie en documentatie, en zijn belangstelling voor geschiedenis. Hij vestigde voor het eerst de aandacht op zich met Jean Barois (1913), dat de ontwikkeling schetst van een intellectueel, die gevangen zit tussen zijn rooms-katholieke jeugd en het wetenschappelijke materialisme van zijn volwassenheid. Het beschrijft ook de invloed van de Dreyfusaffaire op de Franse intellectuelen.
Het meest bekend is Martin du Gard door de achtdelige romancyclus Les Thibault (1922-1940) over de sociale en morele ontwikkeling van de familie Thibault uit de Franse bourgeoisie vanaf het eind van de 19e eeuw tot aan de Eerste Wereldoorlog. De jongste zoon zet zich af tegen zijn patriarchale vader en ruilt zijn katholieke opvoeding in voor het revolutionaire socialisme. De oudste zoon accepteert zijn middenklasse-achtergrond, maar maakt zich ook los van het katholicisme. In 1937 ontving hij de Nobelprijs voor Literatuur "voor de artistieke kracht en waarheid waarmee hij het menselijk conflict verbeeldde evenals sommige fundamentele aspecten van het eigentijdse leven in zijn romancyclus Les Thibault".
Andere werken van Martin du Gard zijn Vieille France (1933, bijtende schetsen over het Franse plattelandsleven, in het Nederlands vertaald als Het oude Frankrijk), Un Taciturne (1931, een somber drama over verdrongen homoseksualiteit) en twee kluchten over het Franse plattelandsleven: Le testament du père Leleu (1914) en Le Gonfle (1928). In 1941 begon hij te werken aan Le journal du colonel de Maumort (Ned.: Luitenant-kolonel de Maumort), dat hij zag als zijn meesterstuk. Deze grote roman in dagboekvorm is nooit voltooid en is voor de publicatie in 1983 gereconstrueerd uit nagelaten schetsen.
Hij behoorde samen met Marcel Proust, Paul Valéry, André Gide en Paul Claudel tot het toonaangevende literair tijdschrift Nouvelle Revue française. Aan Gide, die zijn vriend was, wijdde hij in 1951 een studie na diens dood. In 1955 werd zijn verzameld werk opgenomen in de prestigieuze Bibliothèque de la Pléiade met een voorwoord van Albert Camus, die hem "onze eeuwige tijdgenoot" noemde.
Roger Martin du Gard stierf in 1958 op 77-jarige leeftijd in Sérigny bij Bellême in Normandië, waar hij 's zomers verbleef op zijn landgoed Le Tertre. Hij werd begraven in Cimiez, een voorstad van Nice waar hij de winters doorbracht. Hij deelt het graf met zijn vrouw Hélène Foucault, die in 1949 na 43 jaar huwelijk was gestorven.
Dat hij niet erg bekend is geworden bij een groot publiek, komt doordat hij zelf koos voor een leven buiten de schijnwerpers. Toen hij de Nobelprijs won, hield hij zich aanvankelijk schuil. Hij schreef geen voorwoorden of artikelen, wilde niet in jury's zitten, tekende geen manifesten, gaf geen mening over actuele vraagstukken, weigerde medailles en wees zelfs een zetel in de Académie française af. Er verschenen tientallen jaren nauwelijks vertalingen van zijn werk in het Nederlands, maar vanaf 2008 zijn diverse romans en novellen verschenen, waaronder in 2014-2015 de complete achtdelige romancyclus De Thibaults.